# Ordinariat pour les catholiques orientaux
Un ordinariat pour les fidèles de rite oriental est une Église particulière de l'Église catholique, juridiquement assimilée à un diocèse, dont le territoire couvre un pays entier mais dont la juridiction est limitée aux communautés catholiques orientales qui ne disposent pas d'une juridiction diocésaine propre dans le pays. Ce type de juridiction a été introduit par Pie X dans la lettre apostolique intitulée Officium supremi Apostolatus du 15 juillet 1912. Ces ordinariats ont à leur tête un archevêque, nommé par le pape, qui cumule cette fonction avec le gouvernement d'un diocèse de rite latin. 

## Ordinariats existants
Ces ordinariats sont répertoriés dans l'Annuario Pontificio qui, chaque année dresse la liste des juridictions catholiques à travers le monde. Ils sont actuellement au nombre de neuf ; trois sont cependant des juridictions spécifiques créées uniquement pour les fidèles de rite arménien, qui sont toutes gérées par un administrateur apostolique, là où les autres ont pour objectif de couvrir tous les rites.

### Essayant de couvrir tous les rites
| Ordinariat                                                  | Territoire | Archevêque     | Fondation(s)                                       |
| ----------------------------------------------------------- | ---------- | -------------- | -------------------------------------------------- |
| Ordinariat pour les fidèles de rite oriental en Argentine   | Argentine  | Buenos Aires   | 19 février 1959                                    |
| Ordinariat oriental d'Autriche                              | Autriche   | Vienne         | - 12 décembre 1935 - 3 octobre 1945 - 13 juin 1956 |
| Ordinariat pour les fidèles de rite oriental du Brésil (en) | Brésil     | Belo Horizonte | 14 novembre 1951                                   |
| Ordinariat d'Espagne des catholiques orientaux              | Espagne    | Madrid         | 9 juin 2016                                        |
| Ordinariat de France des catholiques orientaux              | France     | Paris          | 16 juin 1954                                       |
| Ordinariat de Pologne des catholiques orientaux (en),       | Pologne    | Varsovie       | - 18 septembre 1981 - 16 janvier 1991              |

### Exclusif au rite byzantin
| Ordinariat                                            | Territoire | Évêque       | Fondation     |
| ----------------------------------------------------- | ---------- | ------------ | ------------- |
| Ordinatiat des catholiques de rite byzantin de Russie | Russie     | Joseph Werth | Décembre 2004 |

### Exclusifs au rite arménien
| Ordinariat                                                         | Territoire                                                                 | Administrateur                            | Fondation(s)     |
| ------------------------------------------------------------------ | -------------------------------------------------------------------------- | ----------------------------------------- | ---------------- |
| Ordinariat d'Europe de l'Est des catholiques de rite arménien (en) | - Arménie - Biélorussie - Estonie - Géorgie - Lettonie - Lituanie - Russie | Mikael Bassalé (en)                       | 13 juillet 1991  |
| Ordinariat de Grèce des catholiques de rite arménien (en)          | Grèce                                                                      | Hovsep Bezazian (pl) (ou Hovsep Bezouzou) | 21 décembre 1925 |
| Ordinariat de Roumanie des catholiques de rite arménien (en)       | Roumanie                                                                   | Gergely Kovács (en)                       | 5 juin 1930      |